# Ignacio Ithurralde
Ignacio Ithurralde Sáez (Montevideo, 30 maggio 1983) è un allenatore di calcio ed ex calciatore uruguaiano, di ruolo difensore, tecnico del Defensor Sporting.